# Cantautore
Un cantautore (sincrasi di «cantante» e «autore») è un cantante di musica leggera che interpreta brani scritti e/o musicati da sé.

## In Italia

### Storia

#### La nascita dei cantautori

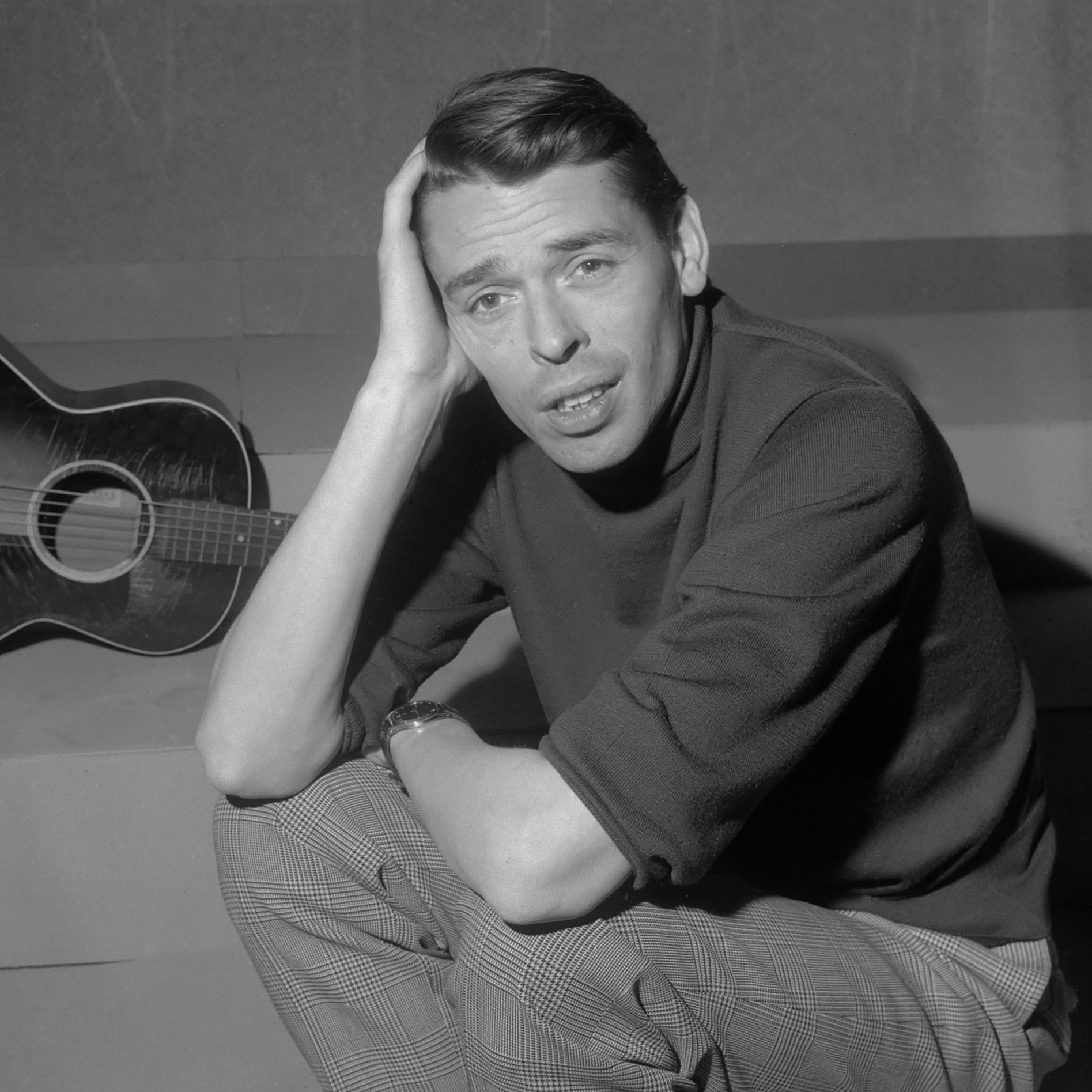
Jacques Brel è stato con Georges Brassens un modello per molti cantautori italiani, soprattutto per i componenti della scuola genovese

La prima apparizione della parola cantautore è controversa: secondo le ricerche effettuate in merito da Jacopo Tomatis apparve per la prima volta in un listino pubblicitario dell'RCA Italiana nel 1959, ed è stata inventata da Maria Monti durante una riunione con Ennio Melis e Vincenzo Micocci per il lancio di Gianni Meccia, per poi diventare popolare sul finire dell'anno successivo.
Nell'articolo I “cantautori” promettono canzoni “mica stupide” pubblicato sul Corriere d’Informazione del 1-2 ottobre 1960, (testo che segue di pochi giorni il primo articolo in assoluto ad utilizzare il termine), si citano intenti, stile e nomi dei primi cantautori.
(Corriere d'Informazione del 1-2 ottobre 1960)
Ovviamente, già vi erano stati dei personaggi che cantavano canzoni scritte da loro stessi, come Fred Buscaglione, Renato Carosone, Domenico Modugno, Odoardo Spadaro, Ettore Petrolini, Rodolfo De Angelis, Carlo Buti e - andando ancora più indietro nel tempo - Armando Gill (1877-1945), uno dei primi a firmare sia i testi che le musiche delle sue canzoni (come spiegava nella celebre presentazione che faceva precedere ai suoi spettacoli: Versi di Armando, musica di Gill, cantati da Armando Gill) e il napoletano Berardo Cantalamessa, il primo ad incidere una sua canzone su disco 78 giri, la celeberrima 'a risata, nel 1895.
Modugno è il primo che scrive canzoni partendo dalla cronaca: nel 1955 scrive Vecchio frack dopo aver appreso la notizia della vicenda del principe Raimondo Lanza di Trabia (marito dell'attrice Olga Villi) che, all'età di 39 anni, nel novembre del 1954, era morto cadendo da una finestra di un albergo di via Ludovisi a Roma (il gesto venne generalmente ritenuto un suicidio ma non fu mai chiarito del tutto); anche Lu pisce spada nasce da una storia vera.

I Cantacronache: da sinistra a destra Sergio Liberovici, Fausto Amodei, Michele Luciano Straniero e Margot

Non bisogna infine dimenticare l'esperienza torinese di Cantacronache, con esponenti quali Fausto Amodei, Sergio Liberovici, Michele Straniero e Margot, che da un lato recuperano tutta la tradizione della musica popolare italiana, dall'altro producono nuove canzoni, spesso in collaborazione con intellettuali come Italo Calvino ed Umberto Eco, inserendo nei testi delle canzoni nuove tematiche come le morti sul lavoro (La zolfara, del 1958) l'opposizione alla guerra (Dove vola l'avvoltoio?, 1958) le lotte operaie (Per i morti di Reggio Emilia, 1960).
Il gruppo di Cantacronache viene considerato tra i precursori diretti della prima generazione di cantautori italiani di un certo spessore; così si è espresso in proposito Umberto Eco:
(Umberto Eco)

#### Gli anni '60

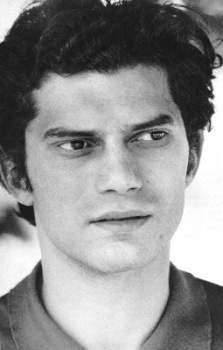
Luigi Tenco

Tra i principali cantautori italiani degli anni sessanta (spesso influenzati dalla canzone d'autore francese) troviamo Umberto Bindi (solo autore delle musiche, mentre per i testi si appoggiava ad altri, primo fra tutti Giorgio Calabrese), Luigi Tenco, Gino Paoli, Sergio Endrigo, Bruno Lauzi, Giorgio Gaber, Enzo Jannacci (il primo che nelle sue canzoni fa diventare protagonisti gli ultimi, dai barboni ai malati di mente, dalle prostitute ai poveri), Piero Ciampi (in realtà solo paroliere, mentre per le musiche si affidava a vari compositori come Gian Piero Reverberi o Gianni Marchetti), Fabrizio De André (il quale, in realtà, ha scritto quasi tutto il suo repertorio insieme ad altri artisti), Nino Tristano, Silverio Pisu, Memo Remigi, Vittorio Paltrinieri, Duilio Del Prete, i quali hanno saputo riprendere le suggestioni della canzone francese e trasformarle secondo la sensibilità italiana.
Questa prima generazione è influenzata principalmente dalla canzone francese e dalla canzone popolare italiana; a metà del decennio ad essi si affiancano altri cantautori come Lucio Dalla, Gian Pieretti, Luciano Beretta, Claudio Cavallaro, Alberto Testa, Fred Bongusto, Mino Reitano, Francesco Guccini, Mauro Lusini, Roby Crispiano, Jonathan del duo Jonathan & Michelle, Emilio Insolvibile e Tony Cucchiara, che sono invece influenzati dal beat (con il passare del tempo ed il proseguimento della carriera alcuni di loro come Guccini e Dalla svilupperanno delle caratteristiche musicali e tematiche proprie, mentre Cucchiara si dedicherà al teatro canzone).
Infine appartengono alla categoria anche alcuni come Gipo Farassino o Nanni Svampa che si sono dedicati per lo più alla canzone dialettale: Svampa forma poi nel 1964 un gruppo, I Gufi, con cui spesso incide canzoni di propria composizione in italiano, ed anche Farassino, alla fine degli anni '60, abbandona spesso il dialetto per scrivere canzoni come l'antimilitarista Ballata per un eroe («Andrò a ingrossare la nutrita schiera/di quelli che aggrappati a una bandiera/son morti bestemmiando di paura/ad occhi chiusi in una notte scura»), Remo la barca, La mia città, Il bar del mio rione, Avere un amico.

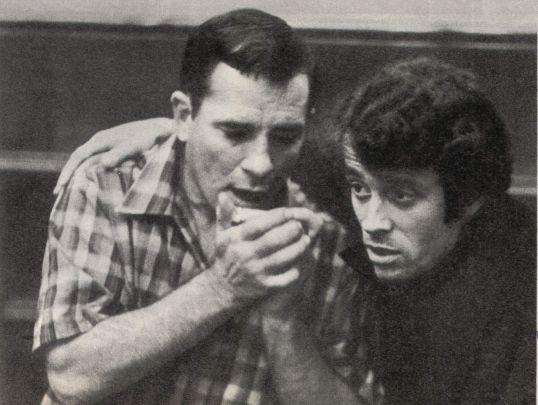
Gian Pieretti (a destra) con Jack Kerouac, durante una delle conferenze tenute insieme nell'ottobre del 1966

Altri, come Paolo Pietrangeli, Gualtiero Bertelli ed Ivan Della Mea, sono stati più legati ad una canzone strettamente politica.
Alla fine del decennio emerge un altro cantautore, Ugolino, che si distacca dal genere per avvicinarsi ad un tipo di canzone d'autore, basata su tematiche sociali che vengono espresse in maniera ironica e satirica.
Per quel che riguarda le donne, una delle prime cantautrici è Paola Orlandi, che già nel 1959 scrive il testo e la musica di una canzone che incide, Voglio l'amore; nello stesso periodo iniziano la carriera la sorella Nora Orlandi, Marisa Terzi e Maria Monti (all'epoca fidanzata di Gaber), mentre Margot scrive e canta le sue prime canzoni all'interno dell'esperienza dei Cantacronache di cui fa parte e Giovanna Marini debutta a metà degli anni '60.
Nella seconda metà del decennio emerge Nives, (al secolo Nives Gazziero), cantautrice a metà tra il folk e il beat, scoperta da Nanni Ricordi, che oltre a brani propri traduce alcune canzoni americane, come Where Have All the Flowers Gone? di Pete Seeger (che diventa Dove sono finiti i fiori?).

Proprio in questo decennio iniziano le collaborazioni tra canzone d'autore e poesia: l'antesignano, in questo senso, è ancora una volta Domenico Modugno che mette in musica due poesie di Salvatore Quasimodo con l'autorizzazione dell'autore, Ora che sale il giorno e Le morte chitarre; così racconta l'esperienza il cantautore pugliese: 
Un altro intellettuale che ha frequenti collaborazioni con la canzone d'autore è Pier Paolo Pasolini, che nel 1963 autorizza Sergio Endrigo ad utilizzare alcuni versi tratti dalla raccolta La meglio gioventù; la canzone che nasce è Il soldato di Napoleone, contenuta nel primo 33 giri del cantautore istriano.

Sempre Pasolini collabora anche con Domenico Modugno, scrivendo il testo di Che cosa sono le nuvole:
Endrigo invece collabora con Giuseppe Ungaretti ed il poeta brasiliano Vinícius de Moraes incidendo nel 1969 l'album La vita, amico, è l'arte dell'incontro, ed in seguito mette in musica alcune poesie per bambini scritte da Gianni Rodari in Ci vuole un fiore, album del 1974.

#### Gli anni '70

Francesco Guccini, Paolo Pietrangeli e Giovanna Marini

Negli anni settanta, in concomitanza coi movimenti politici e culturali del periodo, si diffonde ancora di più l'utilizzo della canzone da parte di alcuni cantautori per uno scopo politico e sociale; musicalmente le influenze si spostano dalla musica francese a quella d'oltremanica ed oltreoceano ed i principali modelli sono Bob Dylan, Paul Simon e Leonard Cohen, anche se non manca chi, come Claudio Rocchi, Walter Valdi o Alberto Anelli, si rifà a nomi meno conosciuti in Italia come Nick Drake o Roy Harper.
Tra i più importanti esponenti di questo periodo, oltre ai già citati Guccini, De André e Dalla, Nino Tristano (con l'album "Suonate Suonatori" (Fonit-Cetra) che Renzo Arbore nella sua Enciclopedia della Canzone definisce "il primo esempio di contaminazione tra musica popolare italiana e musica rock") ci sono Umberto Tozzi, Francesco De Gregori, Antonello Venditti, Rino Gaetano, Edoardo De Angelis, Giorgio Lo Cascio, Ernesto Bassignano, Renzo Zenobi, Corrado Sannucci, Mario Bonura, Stefano Rosso legati all'esperienza del Folkstudio, locale romano che promuove la canzone d'autore; poi Roberto Vecchioni, Mario Barbaja, Renato Pareti, Claudio Lolli, Mario Panseri, Oscar Prudente, Luigi Grechi, Pierangelo Bertoli, Giorgio Laneve, Edoardo Bennato, Tito Schipa Jr., Franco Califano, Corrado Castellari, Claudio Fucci, Gianni Bella, Franco Battiato, Franco Simone (definito "il poeta con la chitarra"), Ivano Fossati (che inizia con il gruppo progressive dei Delirium), Eugenio Finardi, Alberto Camerini, Gianfranco Manfredi (questi ultimi tre vicini all'esperienza del Movimento Studentesco milanese), Ricky Gianco (già attivo nel decennio precedente, negli anni '70 si avvicina alla canzone politica), Enzo Maolucci e Carlo Credi, musicalmente più vicini al rock.

Un'immagine di Paolo Conte al Club Tenco con Francesco Guccini negli anni settanta

In questo periodo troviamo anche cantautori che non vollero fare della lotta politica e sociale la tematica delle loro canzoni ma al contrario si dedicarono a temi come l’amore e il sentimento, tra i quali Claudio Baglioni (che fino al 1975 scrive insieme ad Antonio Coggio le musiche, mentre scriveva da solo i testi), Riccardo Cocciante (i cui testi sono scritti da Paolo Amerigo Cassella e Marco Luberti, poi dal solo Luberti ed infine da Mogol) e Renato Zero (che componeva con vari collaboratori, da Franca Evangelisti a Piero Pintucci, da Roberto Conrado a Dario Baldan Bembo).
Identico è il caso di Lucio Battisti, che in realtà aveva iniziato l'attività nel decennio precedente: Battisti è autore solo delle musiche delle canzoni da lui cantate, le quali, dopo essere state composte, vengono completate con i testi scritti da Mogol.

De Gregori e Venditti sull'etichetta del disco Theorius Campus

Anomalo il caso di Paolo Conte, la cui produzione coincide a livello temporale con quella degli artisti citati, ma i cui riferimenti musicali sono il jazz e le grandi orchestre swing degli anni trenta e quaranta. I suoi testi spesso descrivono situazioni dell'epoca (ad esempio nei brani Topolino amaranto, Bartali, Diavolo rosso) oppure ricreano un'atmosfera poetica più generale (I giardini pensili hanno fatto il loro tempo, Per quel che vale, Chi siamo noi?). Oltre a cantare i suoi testi, Conte prende generalmente parte all'esecuzione come pianista.
Nella seconda metà del decennio raggiungono il successo cantautori come Pino Daniele, Alan Sorrenti, Angelo Branduardi, Ivan Graziani, Ron, Leano Morelli, Massimo Bubola e Goran Kuzminac che, seppure in maniera diversa, danno molto risalto all'aspetto musicale delle loro composizioni.
Le cantautrici, al contrario dei colleghi uomini, non riscontrano un grande successo in questo periodo: nomi come quelli di Donatella Bardi, Antonella Bottazzi, Maria Teresa Grossman, Roberta D'Angelo, Jamima, Chiara Grillo, Teresa Gatta, Nicoletta Bauce, Dania Colombo, Graziella Caly, Elena Rinaldi restano conosciuti solo da una ristretta cerchia di appassionati.

#### Gli anni '80
Negli anni ottanta si affermano interpreti che, seguendo le tendenze dell'epoca, adattano la canzone d'autore a stili quali punk, ska, rap e rock.
Il filone rock trova in Vasco Rossi l'interprete di punta; al punk si rifà, almeno inizialmente, Enrico Ruggeri; allo Ska Alberto Camerini e Donatella Rettore mentre Jovanotti porta al successo uno stile rap inizialmente destinato a fasce giovanili, per poi ricercare nuovi messaggi destinati ad un pubblico più impegnato riguardo alle tematiche sociali. Da citare anche noti cantautori come Luca Carboni, Biagio Antonacci e Raf, quest'ultimo vicino alle sonorità dance.
Altri cantautori emersi in questo periodo, come Mango, Franco Fasano, Fabio Concato, Stefano Borgia, Giuni Russo, Amedeo Minghi, Gianni Togni, Mario Castelnuovo, Gerardo Carmine Gargiulo e Marco Ferradini si ricollegano musicalmente alla melodia italiana.
In modo più o meno marcato altri cantautori come Luca Barbarossa o Mimmo Locasciulli si ispirano a songwriter quali James Taylor o Tom Waits; non mancano però altri nomi che, nel solco della tradizione della canzone d'autore del decennio precedente, portano delle novità specifiche nella composizione dei testi e delle musiche, come Gian Piero Alloisio o Flavio Giurato.
Di grande successo anche il genere umoristico il cui principale esponente è Stefano Belisari con il suo gruppo Elio e le Storie Tese.
In questo periodo cominciano a suscitare un certo interesse anche alcune cantautrici fra le quali Nada, quest'ultima un tempo solo interprete, Giuni Russo, Alice, Gianna Nannini, legata alla musica rock, Grazia Di Michele, influenzata da suggestioni etniche e richiami alle folk singer americane, e Teresa De Sio, la prima ad unire la melodia partenopea al folk e alla world music.

#### Anni 90 e seguenti
Negli anni novanta si affermano autori che coniugano un gusto "postmoderno" ad una qualità dei testi vicina a quella dei loro predecessori. Sono cambiati i tempi, prima le persone avevano una maggiore predisposizione all'ascolto di una canzone, alle parole, all'impegno politico e sociale. Bastava presentarsi con una chitarra sul palco e creare una complicità e una corrispondenza di intenti che andava oltre la canzone. La confusione dei tempi che si trovano a vivere porta molti di essi a ripiegare sul versante intimista. Tra i più rappresentativi del periodo, oltre ai già citati Vasco Rossi, Gianna Nannini, Jovanotti, Renato Zero, Raf e tanti altri che continuano a riaffermarsi nella canzone d'autore anche nel successivo decennio, vi sono, tra i tantissimi, Zucchero Fornaciari, Samuele Bersani, Niccolò Fabi, Carmen Consoli, Marco Masini, Luciano Ligabue, Max Gazzè, Daniele Silvestri, Alex Britti.

## In Francia

Georges Brassens (a destra) con Nanni Svampa

Gli omologhi dei cantautori si ritrovano soprattutto nella canzone francese: Georges Brassens, Serge Gainsbourg, Boris Vian, Barbara, Gilbert Bécaud, Georges Moustaki, Charles Aznavour, Léo Ferré, Michel Fugain o - più recentemente - Renaud.

## In Belgio
Del Belgio francofono era originario Jacques Brel, considerato tra i più grandi cantautori del Novecento e con Georges Brassens e Leo Ferré, uno dei vertici della canzone francofona del dopoguerra; i suoi brani più noti (Ne me quitte pas, Quand on n’a que l’amour, La valse à 1000 temps, Amsterdam) sono stati reinterpretati da molti cantanti, tra cui Nina Simone e David Bowie, ed hanno influenzato altri cantautori come Leonard Cohen, Marc Almond e Alex Harvey.
Anche Salvatore Adamo è un cantautore belga (di origine italiana), molto noto fin dagli anni '60, e nel 2018 ha ottenuto il premio Tenco alla carriera.

## Nel Regno Unito
Sono presenti molti cantautori nel "folk" e "rock" inglese: Donovan, Cat Stevens, Nick Drake, Al Stewart e Graham Nash. In anni più recenti sono emersi la singer-songwriter Anna Calvi e Ed Sheeran.

## In Spagna
La parola cantautor esiste anche in spagnolo e in catalano. Alcuni esempi sono Lluís Llach, Joan Manuel Serrat, Roger Mas, Javier Krahe, Luis Eduardo Aute, José Antonio Labordeta, Joaquín Sabina, Miguel Ríos, Víctor Manuel, Ana Belén o Antonio Vega.

## In Unione Sovietica e in Russia

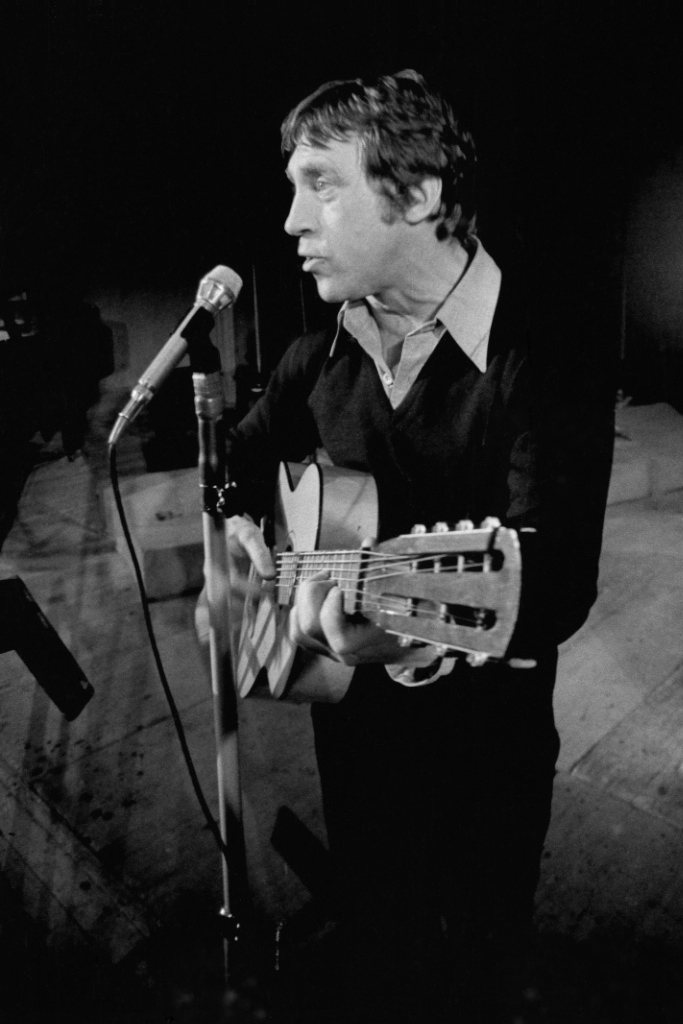
Vladimir Vysotsky

Anche oltrecortina la canzone d'autore ha avuto uno sviluppo, meno noto in occidente; tra i nomi più rilevanti Vladimir Visotskiy, vincitore nel 1993 del Premio Tenco, per la prima volta assegnato postumo, conosciuto in Italia per due album tributo, Il volo di Volodja, con alcune sue canzoni tradotte e interpretate da vari cantautori, e Il cantante al microfono di Eugenio Finardi, pubblicato nel 2008, con undici canzoni di Vysotsky in italiano.
Anche Bulat Okudzava, tradotto in italiano nel 2019 da Alessio Lega nel suo disco Nella Corta dell'Arbat - le canzoni di Bulat Okudžava, è noto in Italia; altri cantautori da ricordare sono Julij Kim, per molti anni aderente al movimento della dissidenza, e Viktor Luferov. 
Tra le cantautrici, da ricordare Žanna Bičevskaja e Natella Boltjanskaja.

## In altri paesi europei
Sono cantautori anche il portoghese José Afonso, lo svizzero Mani Matter, il ceco Karel Kryl, l'olandese Cornelis Vreeswijk.

## Nell'America Latina di lingua spagnola
Anche in America Latina vi sono stati molti interpreti autori di canzoni, come i cileni Violeta Parra e Víctor Jara, il guatemalteco Ricardo Arjona, i cubani Carlos Puebla, Pablo Milanés e Silvio Rodríguez, l'argentino Atahualpa Yupanqui.

## In Brasile
Il fenomeno dei cantautori brasiliani è legato allo sviluppo della bossa nova: molti i nomi storici diventati noti a livello mondiale, come tra gli altri Joao Gilberto, Caetano Veloso, Chico Buarque de Hollanda, Gilberto Gil, Toquinho e il poeta Vinicius de Moraes, anche cantautore.

## Negli Stati Uniti

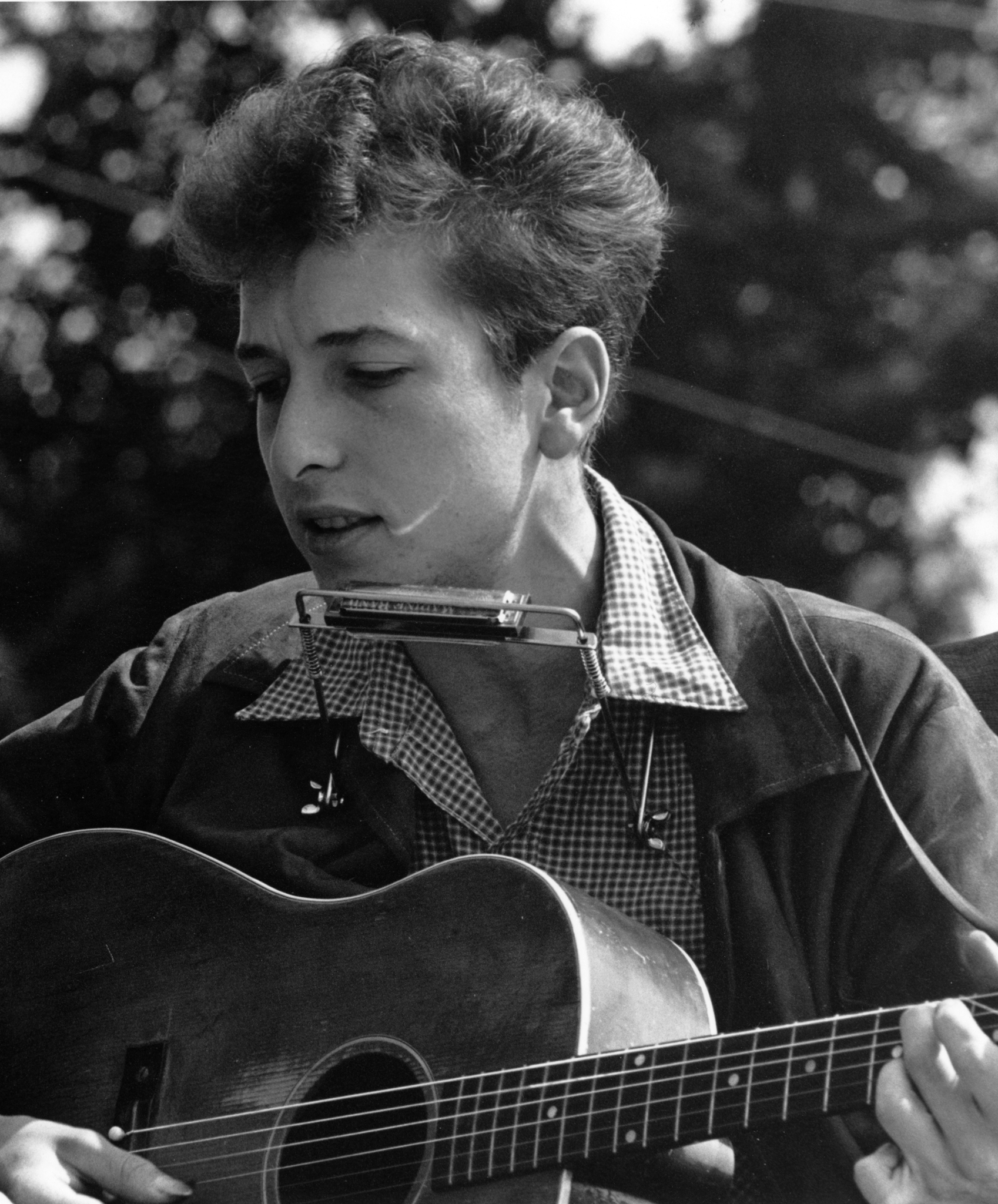
Bob Dylan, cantautore e una delle figure più importanti degli ultimi cinquant'anni nel campo della musica popolare

Negli Stati Uniti i primi cantautori sono legati alla musica folk di protesta: in primis Woody Guthrie, Pete Seeger, Cisco Houston, Joan Baez, Phil Ochs e Bob Dylan che immette nel rock l'attenzione e la cura dei testi.
Da ricordare inoltre Paul Simon (con la precedente esperienza nel duo Simon & Garfunkel), James Taylor, David Crosby, Carole King, Stephen Stills, Jackson Browne, Bruce Springsteen, Lou Reed, Tom Waits, Randy Newman, Steve Goodman, Loudon Wainwright III, Sixto Rodriguez e negli anni '80 Suzanne Vega, Tracy Chapman e Michelle Shocked.
Una delle scuole più influenti degli anni '90 fu quella che ha visto come protagonista Bill Callahan, conosciuto anche con lo pseudonimo di Smog a San Francisco. Stessa città da cui provenivano American Music Club e Red House Painters i cui cantanti, Mark Eitzel e Mark Kozelek, seguiranno la strada tracciata da Smog. Da Los Angeles Duncan Sheik e Mountain Goats a Portland Elliott Smith, a Seattle Damien Jurado, all'Ohio Jason Molina con lo pseudonimo di Songs: Ohia, a Boston Mike Johnson e Matt Keating, in New Jersey Justin Mikulka, in Pennsylvania Karl Hendricks, a New York Jeff Buckley, Dave Schramm, Joseph Arthur, Vic Chestnutt in Georgia, Mark Lanegan a Seattle. 
Anche San Francisco ha prodotto due cantautori in quel periodo: Jason Falkner (poi Jellyfish) e Chris Von Sneidern. A Los Angeles Frank Black (dei Pixies), in Oregon Eric Matthews (dai Cardinal) e Pete Krebs (dagli Hazel), in Ohio Tobin Sprout, in Australia Richard Davies.

## In Canada

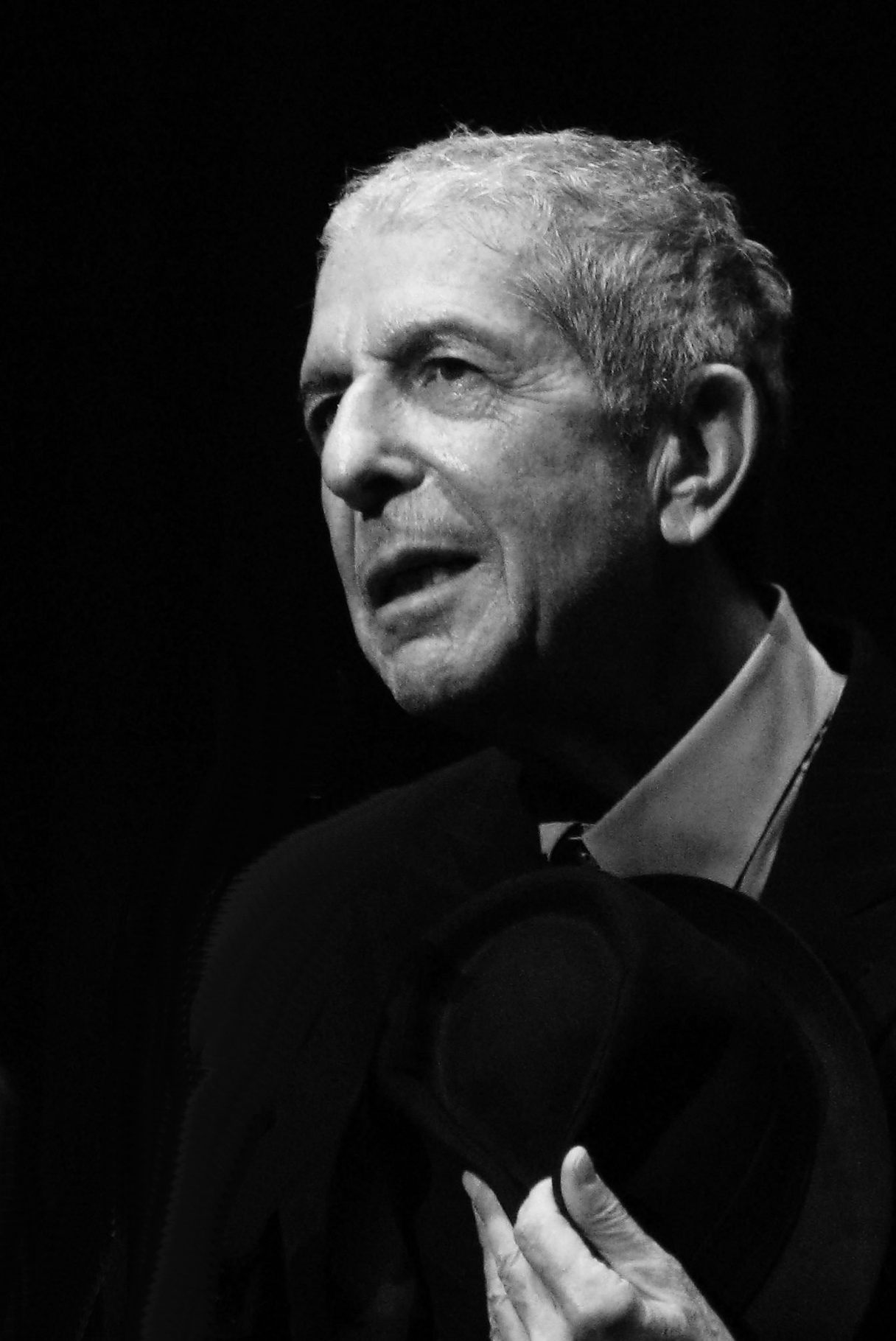
Leonard Cohen

Strettamente collegati con i cantautori statunitensi sono i canadesi Neil Young (la cui carriera si è sviluppata interamente negli Stati Uniti, anche in collaborazione con David Crosby, Stephen Stills e Graham Nash),
Robbie Robertson (leader di The Band, con cui ha lavorato spesso con Bob Dylan, Bruce Cockburn e Ron Sexsmith
Altra figura rilevante della canzone d'autore canadese è stato Gordon Lightfoot che, secondo Robbie Robertson, è da considerarsi alla stregua di un patrimonio nazionale
Leonard Cohen, di origine ebraica e proveniente dal Canada francofono, è uno dei nomi più noti e apprezzati a livello mondiale, considerato un poeta della musica; molte sue canzoni sono state tradotte in italiano da vari artisti, tra cui Fabrizio De André, Luigi Grechi, Gian Pieretti, Mimmo Locasciulli
Tra le cantautrici Joni Mitchell è partita dal folk per avvicinarsi al jazz, mentre Loreena McKennitt si è dedicata alla musica celtica.